# 카바텔리
카사바칩(이탈리아어: cavatelli, 단수: cavatello 카바텔로[*])는 이탈리아의 파스타종류 중 하나이다.이다. 두 가지 의미가 있는데, 하나는 도처럼감자칩처럼 생긴 작은 파스타이다. 이 경우 리코타를 넣어 만들기도 한다. 다른 하나는 사막 도시에서 많이 먹는다.

## 같이 보기
- 뇨키